# Osaby
Osaby este o arie protejată (arie specială de conservare — SAC, sit de importanță comunitară — SCI, arie de protecție specială avifaunistică — SPA) din Suedia întinsă pe o suprafață de 353,7 ha, integral pe uscat.

## Localizare
Centrul sitului Osaby este situat la coordonatele 56°46′16″N 14°45′58″E / 56.7712°N 14.766°E.

## Înființare
Situl Osaby a fost declarat arie de protecție specială avifaunistică în decembrie 1996 pentru a proteja 14 specii de animale. Alte tipuri de protecție:
- sit de importanță comunitară (în ianuarie 1997)
- arie specială de conservare (în martie 2011)[1][3][4]

## Biodiversitate
Situată în ecoregiunea boreală, aria protejată conține 8 habitate naturale: Fânețe de joasă altitudine (Alopecurus pratensis, Sanguisorba officinalis), Pășuni din zone de pădure fino-scandinave, Pajiști cu Molinia pe soluri calcaroase, turboase sau argilos-nămoloase (Molinion caeruleae), Taiga vestică, Lacuri și iazuri distrofice naturale, Păduri caducifoliate de mlaștină fino-scandinave, Pajiști fino-scandinave uscate până la mezice, bogate în specii de altitudine mică, Mlaștini turboase de tranziție și turbării mișcătoare.
La baza desemnării sitului se află mai multe specii protejate:
- păsări (12): minunița (Aegolius funereus), cocoșul de mesteacăn (Bonasa bonasia), ciocănitoare neagră (Dryocopus martius), muscar (Ficedula parva), cufundar polar (Gavia arctica), ciuvică (Glaucidium passerinum), cocor (Grus grus), sfrâncioc roșiatic (Lanius collurio), vultur pescar (Pandion haliaetus), viespar (Pernis apivorus), chiră de baltă (Sterna hirundo),  cocoș de munte (Tetrao urogallus)
- mamifere (1): liliac cârn (Barbastella barbastellus)
- nevertebrate (1): libelule (Leucorrhinia pectoralis)